# Cần điều khiển

Các yếu tố cần điều khiển trò chơi video: 1. gậy, 2. chân đế, 3. kích hoạt, 4. nút phụ, 5. công tắc tự động, 6. van tiết lưu, 7. công tắc mũ (mũ POV), 8. cốc hút.

Cần điều khiển (joystick) là một thiết bị đầu vào bao gồm một cây gậy xoay trên đế và báo cáo góc hoặc hướng của nó với thiết bị mà nó đang điều khiển. Cần điều khiển, còn được gọi là cột điều khiển, là thiết bị điều khiển chính trong buồng lái của nhiều máy bay dân sự và quân sự, có thể là một cần trung tâm hoặc cần phụ. Nó thường có các công tắc bổ sung để điều khiển các khía cạnh khác nhau của chuyến bay.
Cần điều khiển thường được sử dụng để điều khiển các trò chơi video và thường có một hoặc nhiều nút ấn mà máy tính cũng có thể đọc được. Một biến thể phổ biến của cần điều khiển được sử dụng trên các máy chơi game video hiện đại là cần analog. Cần điều khiển cũng được sử dụng để điều khiển các máy móc như cần cẩu, xe tải, xe không người lái dưới nước, xe lăn, camera giám sát và máy cắt cỏ bán kính quay vòng bằng không. Cần điều khiển nhỏ đã được sử dụng làm thiết bị đầu vào cho các thiết bị điện tử nhỏ hơn như điện thoại di động.

## Hàng không

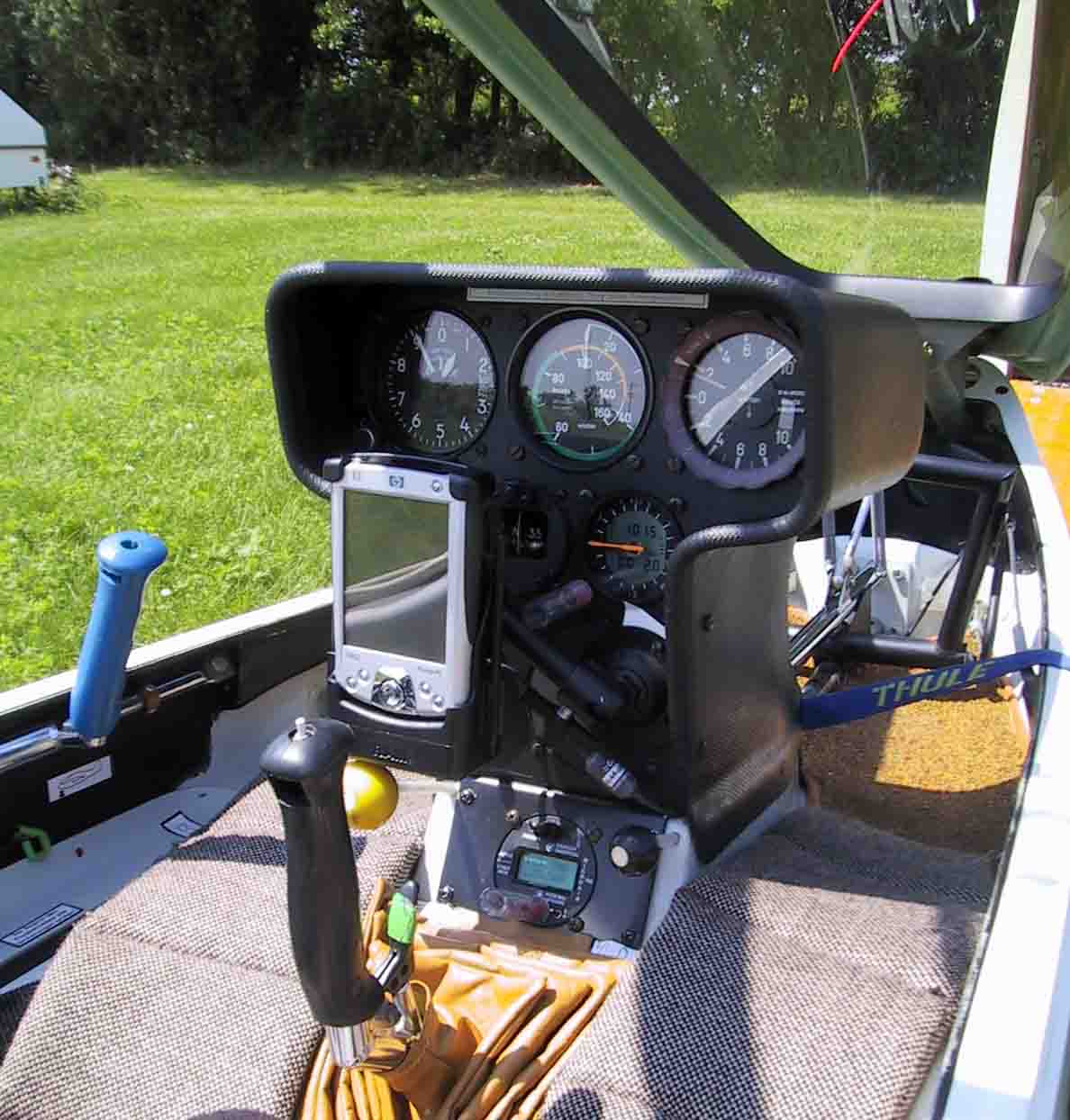
Buồng lái của tàu lượn với cần điều khiển

Cần điều khiển có nguồn gốc là điều khiển cho máy bay và thang máy máy bay, và lần đầu tiên được biết là đã được sử dụng như vậy trên máy bay Bleriot VIII của Louis Bleriot năm 1908, kết hợp với thanh bánh lái điều khiển bằng chân cho bề mặt điều khiển trên đuôi máy bay.